# Kaitlyn Maher
Kaitlyn Ashley Maher (10 de enero de 2004) es una actriz y cantante estadounidense. Nació en Novi, Míchigan, y luego se mudó a Ashburn, Virginia. En 2008, alcanzó hasta los 10 finalistas en America's Got Talent.
Kaitlyn firmó un contrato a fines de 2009 con Indie Extreme para el lanzamiento de su álbum debut You Were Meant To Be. El álbum fue lanzado el 1 de diciembre de 2009.
Maher participó en la película animada de Disney, Santa Buddies: The Legend of Santa Paws [Título corto: Santa Buddies] haciendo la voz de Tiny, que fue lanzada el 24 de noviembre de 2010 en Estados Unidos. Obtuvo el papel protagónico como la huérfana Quinn en The Search for Santa Paws que continúa la historia que comenzó en Santa Buddies. Está programado para estrenarse el 23 de noviembre en Estados Unidos. En 2012 empezó a grabar Santa Paws 2: The Santa Pups con el papel protagónico de Sarah.

## Visión general
Maher empezó su carrera en la tercera temporada America's Got Talent donde terminó entre los 10 finalistas. Los productores del show primero fueron conscientes del video que Kaitlyn había subido a YouTube. El video fue hecho después de que pidiera cantar en una fiesta de cumpleaños. Cinco meses después del video, los padres de Maher recibieron una llamada de NBC's America's Got Talent preguntando si querían que audicionara para la tercera temporada.

## Interpretaciones / Resultados
| Semana         | Tema             | Canción                     | Artista original     | Orden de interpretación | Resultado    |
| -------------- | ---------------- | --------------------------- | -------------------- | ----------------------- | ------------ |
| Audición       | -                | "Somewhere Out There"       | James Horner         | -                       | Seleccionado |
| Vegas Verdicts | Child performers | "When You Wish Upon a Star" | Cliff Edwards        | 2                       | Seleccionado |
| Top 40 Grupo 1 | Semifinales      | "What a Wonderful World"    | Louis Armstrong      | -                       | Seleccionado |
| Top 20 Grupo 1 | Heroes           | "Beauty and the Beast"      | Beauty and the Beast | -                       | Seleccionado |
| Top 10         | -                | "I'll Be There"             | The Jackson 5        | -                       | Eliminada    |

## Discografía

### Álbumes

#### You Were Meant to Betrack listing[2]
| N.º | Título                           | Escritor(es)                              | Duración |  |
| 1.  | «I Can See Clearly Now»          | Johnny Nash                               | 3:17     |  |
| 2.  | «Daddy, I Love You»              | Kaitlyn Maher                             | 3:46     |  |
| 3.  | «God Bless The USA»              | Lee Greenwood                             | 3:43     |  |
| 4.  | «Amazing Grace»                  | John Newton                               | 3:05     |  |
| 5.  | «You Were Meant To Be»           | ?                                         | 4:08     |  |
| 6.  | «Somewhere Out There»            | James Horner, Barry Mann and Cynthia Weil | 3:43     |  |
| 7.  | «Ave Maria»                      | Vladimir Vavilov                          | 4:27     |  |
| 8.  | «Dreams Come True»               | Kaitlyn Maher                             | 4:18     |  |
| 9.  | «Lullaby»                        | ?                                         | 3:21     |  |
| 10. | «Amazing Grace» (Reprise)        | John Newton                               | 1:19     |  |
| 11. | «Away In A Manger» (Bonus track) | ?                                         | 3:31     |  |

## Filmografía
| Año  | Película                                | Rol                       |
| ---- | --------------------------------------- | ------------------------- |
| 2009 | Santa Buddies: The Legend of Santa Paws | voz de Tiny               |
| 2010 | The Search for Santa Paws               | Quinn                     |
| 2012 | Santa Paws 2: The Santa Pups            | Sarah                     |
| 2013 | Free Birds                              | Hija del Presidente (voz) |
| 2013 | The Goodwin Games                       | Piper Goodwin             |
| 2015 | Russell Madness                         | Grace (voz)               |